# 布雷拉美术学院
布雷拉美术学院，中文俗称米兰国立美术学院 (義大利語：Accademia di Belle Arti di Brera）是意大利米兰的一个公共学术机构，由奥地利女大公玛丽亚·特蕾西亚创办于1776年，从事艺术和文化历史学科的教学和研究。米兰布雷拉美术学院被认为是欧洲乃至世界最重要的美术学院之一。
2005年，该学院的教学已被列为联合国教科文组织列为"A5"级。它被认为是世界领先的学术机构之一。
该学院大约有3800学生，其中包括约1000名外国学生（主要是研究生）。。通过伊拉斯谟计划，该校积极与其他欧洲国家交换学生和教师；自2006年以来，交换扩大到了欧盟以外的国家。

## 历史

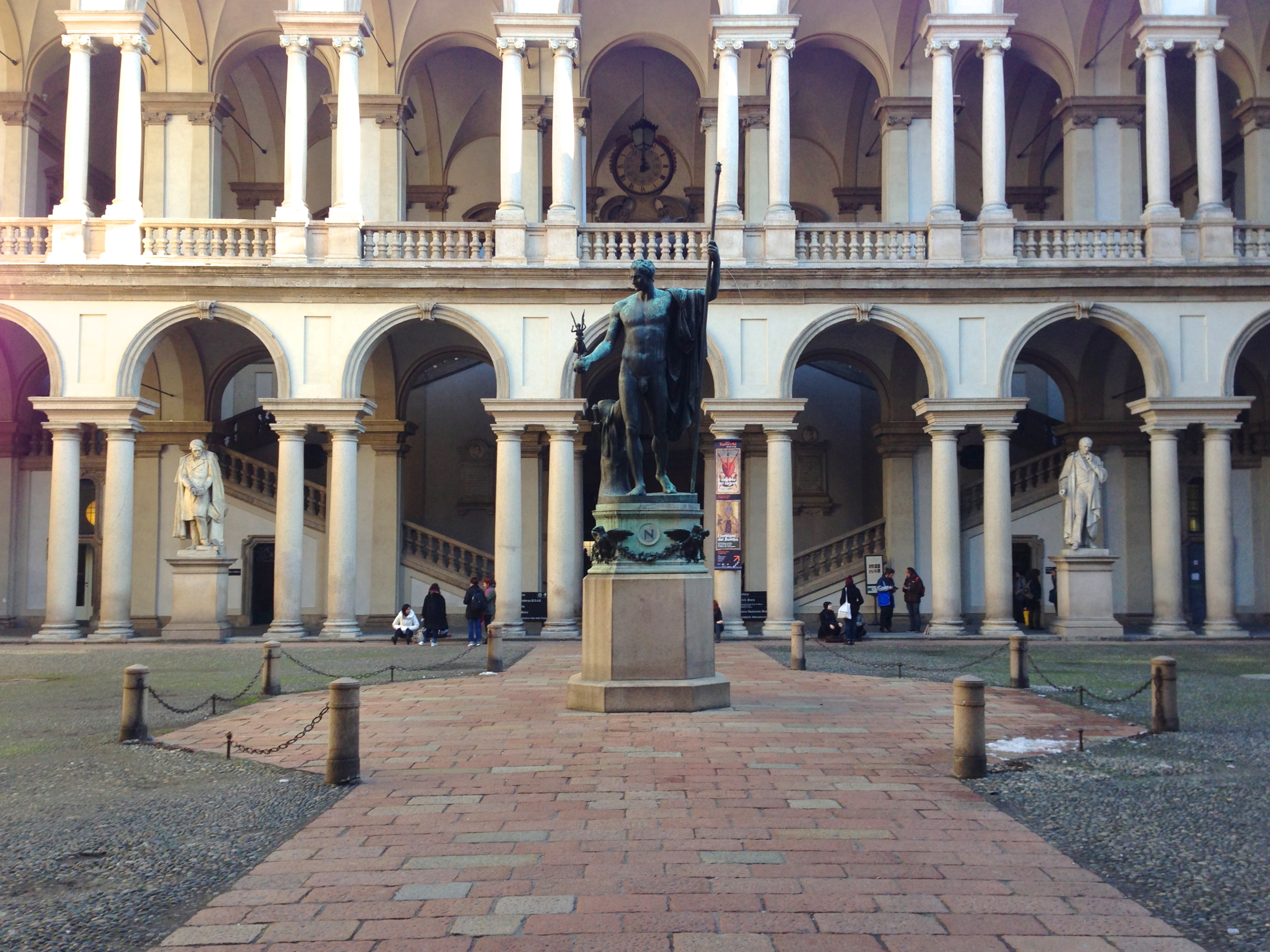
布雷拉宫入口：拿破仑·波拿巴铜像，安东尼奥·卡诺瓦Antonio Canova

- 1572年，布雷拉宫（修建在一个修道院的废墟上）的所有权，由耶稣会获得。“布雷拉”得名于德语"布拉伊达" ，意为大草地[2]。1627-1628年，进行重建。

## 院系
布雷拉学院有四个系：
- 装饰
- 绘画
- 雕塑
- 舞台美术

自1997-98年度以来，它包括四个“实验性”的系，每年的招生数限制在20名学生：
- 神圣艺术
- 修复
- 艺术策展
- 多媒体通信

## 知名校友
- 卢乔·丰塔纳，意大利極簡主義藝術家，以刀痕畫布系列作品知名。
- 达里奥·福，劇作家，戲劇導演，1997年諾貝爾文學獎得主。
- Alberto Garutti
- 阿尔弗雷多·坎帕尼尼。意大利建筑师。米兰新艺术运动时期代表人物。
- 阿纳尔多·波莫多罗, 意大利雕塑家，《球中球》作者。
- 詹尼·夸兰塔（Gianni Quaranta），奥斯卡最佳布景奖得主。
- 劉永仁。國立臺灣藝術大學美術學系兼任助理教授、臺北市立美術館展覽組副研究員、《藝術家》雜誌駐義大利特約撰述。